# Kungariket Serbien (Medeltiden)
Kungariket Serbien  (serbiska: краљевина Србија, Kraljevina Srbija) eller Serbiska kungariket (serbiska: Српско краљевство, Srpsko Kraljevstvo) var ett kungarike som styrdes av  Nemanjić-ätten, åren 1217-1346. Storfurstendömet Serbien upphöjdes 1217 vid kröningen av Stefan Prvovenčani som kung av dennes bror, biskop Sava, efter att ha ärvt alla territorier som enats av deras far, Stefan Nemanja, som anses vara den mest anmärkningsvärda serben enligt Serbiska vetenskaps- och konstakademin. Det utropades som tsardöme den 16 april 1346.

### Fotnoter
1. ↑  „100 najznamenitijih Srba“, Serbian Academy of Sciences and Arts, 1993, ISBN 86-82273-08-X : He has the first place